# Атрай (город)
Атрай (бенг. আত্রাই, англ. Atrai) — город на северо-западе Бангладеш, административный центр одноимённого подокруга. Площадь города равна 6,55 км². По данным переписи 2001 года, в городе проживало 9990 человек, из которых мужчины составляли 51,88 %, женщины — соответственно 48,12 %. Плотность населения равнялась 1225 чел. на 1 км². Уровень грамотности населения составлял 48,12 % (при среднем по Бангладеш показателе 43,1 %). Атрай является крупным железнодорожным узлом и торговым центром.